# Фотограф Шерлінг
«Фотограф Шерлінг» — маловідомий портрет, створений у 1916 році російським художником Борисом Григор'євим.
Ще під час коротких подорожей до Парижу у 1911 і 1913 рр. він створив і привіз в Петербург низку малюнків з зображенням непарадного міста та його мешканців — слуг-гарсонів, консьєржок, клоунес, всю ту безліч пересічного люду, що не були персонажами світської хроніки, розкішних балів у Опері чи образами парадних портретів художників-ділків на кшталт Джованні Болдіні.
Художник подав фотографа Шерлінга на передньому плані у чорному фраку, циліндрі й білих рукавичках. Нібито усі ознаки успіху в портреті — присутні. Але тривожну атмосферу існування й невпевненості у завтрашньому дні добре відтворюють напружений погляд фотографа і непарадна атмосфера бідняцьких районів столиці Російської імперії.